# Juan Sans Martí
Juan Sans Martí fue alcalde de San Feliú de Llobregat entre 1939 y 1940 y entre 1941 y 1945.
De profesión carpintero y propietario, antes de la Guerra Civil Española había sido un veterano militante de la Comunión Tradicionalista. Tras el Decreto de Unificación, se afilió a Falange Española Tradicionalista y de las JONS y fue nombrado alcalde de San Feliú de Llobregat y jefe local del partido único, siendo destituido de ambos cargos al cabo de poco tiempo. Sin embargo, en 1941 fue nombrado primer teniente de alcalde y, ese mismo año, volvió a ser alcalde, ocupando el cargo hasta 1945.